# الصرعوف (حبيل جبر)

تعديل مصدري - تعديل

الصرعوف هي إحدى قرى عزلة حبيل جبر بمديرية حبيل جبر التابعة لمحافظة لحج، بلغ تعداد سكانها 106 نسمة حسب تعداد اليمن لعام 2004.